# Urdens
Urdens är en kommun i departementet Gers i regionen Occitanien i sydvästra Frankrike. Kommunen ligger i kantonen Fleurance som tillhör arrondissementet Condom. År 2022 hade Urdens 267 invånare.

## Befolkningsutveckling
Antalet invånare i kommunen Urdens
Referens:INSEE